# Киевское письмо
Киевское письмо — рекомендательное письмо, выданное Яакову бен Ханукке иудейской общиной Киева для предъявления в других иудейских общинах. Древнейший аутентичный документ, вышедший с территории Киевской Руси. Содержит одно из первых упоминаний о Киеве (в форме Qiyyōb ивр. קייב‎). Датируется предположительно X веком.
Составлено на изысканном литературном иврите.

## Содержание письма
Письмо содержит просьбу к евреям других городов пожертвовать денег для выкупа Яакова бен Ханукки. Сообщается, что этот человек ранее никогда не нуждался, пока не выступил поручителем за брата, взявшего деньги у иноверцев. Брата убили разбойники, и когда пришло время отдавать долг, поручителя забрали в тюрьму. Через год община выкупила его за 60 монет, но для полного освобождения требовалось ещё 40. Он отправился с письмом собирать недостающую сумму. В конце письма стоят подписи (имена) составителей. Всего 11 человек. Текст письма составлен на иврите. Исключение составляет последнее слово, написанное тюркским письмом, как предполагают, на хазарском языке.

## История открытия
Письмо было обнаружено среди обширной коллекции древнееврейских манускриптов Каирской генизы (гениза — хранилище древних рукописей и священных предметов при синагоге, в данном случае синагоге Бен-Эзра в Фустате — Старом Каире).
Открытие сделал в 1962 году профессор Чикагского университета гебраист Норман Голб. Позднее он привлёк к изучению памятника профессора Гарвардского университета Омельяна Прицака. Авторы изложили результаты своих исследований на нескольких научных конференциях. В 1982 году документ был опубликован в их совместной монографии, где Голб осуществил перевод, а Прицак — интерпретацию.
В СССР факт существования письма был известен, но не афишировался. На русском языке оно было впервые опубликовано (в переводе с английского) в 1997 году.

## Рукопись
Рукопись T-S 12.122 хранится в Кембриджской университетской библиотеке. Представляет собой кусок пергамента 22,5 см в длину и 14,4 см в ширину. В двух местах лист повреждён. Имеется семь вертикальных складок. Текст написан на лицевой стороне. Оборотная сторона пустая. Чернила коричневые (выцветшие чёрные). Сообщение занимает 30 строк. Еврейский текст написан одним почерком, кроме имени последнего из подписантов — Исаака Парнаса, написанного другой рукой (собственноручно?).

## Атрибуция
Текст письма не содержит указаний на время его составления. По палеографическим признакам Н. Голб датировал его X веком. Актовый характер источника позволяет считать документ оригиналом (это мнение было оспорено К. Цукерманом) или его заверенной копией. Обнаружение в Каире свидетельствует, что Египет был конечной точкой маршрута Яакова.
Место написания письма определяется по фразе в восьмой строке: «Мы сообщаем вам, община Киева». Данная синтаксическая конструкция допускает два возможных прочтения. Либо киевская община обращается к соседям, либо к ней самой обращается какая-то община и тогда Киев не является местом создания письма. Второй вариант признан маловероятным, так как по смыслу текста послание адресуется всем общинам, а не какой-то конкретной.  С. М. Якерсон показал, что в нынешнем состоянии документа проблематичным выглядит и чтение самого значимого в нём слова Qiyyob (еврейская буква «бет» на конце слова произносится как «в»), находившаяся на сгибе документа «заглавная» буква «коф» в настоящее время утрачена. В результате, название топонима, откуда было направлено рекомендательное письмо, следует читать как yyob, что должно сказаться на интерпретации текста письма.
По заключению специалиста по истории еврейской рукописной и печатной книги, профессора СПбГУ С. М. Якерсона, почерк письма отличен от известных образцов восточного типа и это означает, что письмо не могло быть написано в Фустате. Оно не может быть отнесено к какой-то конкретной известной в настоящее время писцовой традиции и является довольно ранним документом, но при этом не даёт надёжных палеографических оснований для датировки именно X веком. Использование пергамена и запись текста на мясной стороне косвенно свидетельствуют о том, что документ относится к раннему периоду каирской генизы (по XII век включительно). С другой стороны, в письме употребляются графические элементы, характерные для поздних рукописей, начиная с XI—XII веков и далее. К. Цукерман отметил, что употребляемая в письме мера счёта — «закук» не встречается до XI века.
Ряд признаков указывает на то, что составителями письма были иудеи тюркско-хазарского происхождения. Об этом свидетельствуют, во-первых, родовые несемитские имена, среди которых довольно ясно читаются тюркские «Кабар», «Савар» и славянское «Гостята». Во-вторых, необычный состав еврейских личных имён, характерный скорее для прозелитов и имеющий аналогии среди известных хазарских имён. И, в-третьих, тюркское слово в конце документа. Оно состоит из 6 рунических символов, которые пока убедительно не дешифрованы.
Датировка, предложенная Н. Голбом (X век) основывается не столько на предположениях О. Прицака о хазарской интерпретации личных имён в тексте, сколько на палеографическом анализаюе. Голб отмечал, что с XI века частные письма, которые сохранились в собрании генизы, написаны исключительно на бумаге, а пергамен использовали для переписки и записи частноправовых актов и документов в более раннее время. Однако этот вывод основывается только на данных палеографии еврейских рукописей  только Ближнего Востока. Между тем, в землях Восточной Европы бумага получила распространение на несколько столетий позднее. Самые ранние бумажные рукописи с территории Древней Руси датируются XIV веком, что может служить дополнительным аргументом в пользу скептиков сравнительно ранней датировки и хазарской интерпретации «Киевского письма».

## Источниковедческое значение
Документ является древнейшим оригинальным памятником с упоминанием названия Киева, зафиксированного в форме Qiyyob. Являясь примером рядовой правовой сделки, представляет значительную ценность для изучения древнерусской правовой системы. Даёт самое раннее свидетельство существования на Руси долгового рабства. Проливает свет на процедуры залога и поручительства. Кроме того, письмо является третьим обнаруженным письменным источником хазарского происхождения (наряду с письмом царя Иосифа и письмом анонимного хазарского еврея X века). Его открытие дало дополнительный аргумент в руки тех исследователей, которые придерживаются мнения о сравнительно широком распространении иудаизма в Хазарии.

## Публикации
- Golb, Norman and Omeljan Pritsak. Khazarian Hebrew Documents of the Tenth Century. — Ithaca: Cornell Univ. Press, 1982.
- Голб Н., Прицак О. Хазарско-еврейские документы X века. — 1-е изд. 1997; 2-е изд. 2003. — М.—Иерусалим, 2003. — ISBN 5-93273-126-5.
- Киевское письмо. / Комм. В. Я. Петрухина // Древняя Русь в свете зарубежных источников: Хрестоматия. — М.: Русский фонд содействия образованию и науке, 2009. — Т. III. Восточные источники. — С. 174—176.